# Sorellina e il principe del sogno
Sorellina e il principe del sogno è una miniserie televisiva italo-tedesca di genere fantasy ideata e scritta da Gianni Romoli, diretta e co-prodotta da Lamberto Bava, e composta da due puntate trasmesse in prima visione su Canale 5 il 2 e 4 gennaio 1996.

## Trama

### Prima parte
Alisea vive nella foresta insieme alla madre, malata gravemente, e ai suoi cinque fratellini i quali la soprannominano Sorellina.
Una notte tempestosa, la fanciulla offre ospitalità ad un vecchio viandante che ha perduto la strada nel bosco. Ma l'uomo è in realtà Azaret, un potente stregone crudele e vendicativo, che vuole comprare Alisea. Il diniego della madre scatena la furia del mago che rapisce i fratelli minori e la donna muore di dolore. Alisea, determinata a riunire la famiglia, parte alla volta della Valle Oscura, dove si trova il castello di Azaret.
Nel frattempo re Kurdock torna da una lunga guerra e s'infuria nell'apprendere che suo figlio, il giovane principe Demian, non ha mai preso in mano una spada e che trascorre le sue giornate leggendo, scrivendo poesie e imparando a suonare la musica. Folle di rabbia, il re vuole allenare Demian per renderlo un guerriero forte e sanguinario. La Regina Diomira, temendo per la vita del figlio, lo costringe a partire assieme a dei saltimbanchi per sottrarsi alle aspirazioni esaltate del padre e gli dona il suo anello per ricordarsi di lei.
Trovato il castello di Azaret, Alisea accetta di lavorare come serva in cambio della liberazione dei fratelli, ma quando si rende conto che non ha via di scampo decide di usare una pozione del sonno per addormentare il mago durante la cena. In quel momento sente delle voci che la supplicano di liberarle. Aperta la casacca di Azaret, Alisea vede emergere tre volti femminili dal suo petto: sono le 3 mogli del mago, rapite da bambine, obbligate a fare le serve fino all'età adulta, costrette a sposarlo e assorbite da lui per riacquistare la giovinezza. Le 3 donne chiedono ad Alisea di usare il pugnale di Azaret per ucciderlo, ma lei non se la sente e decide di liberare solo i fratellini insieme ai quali scappa per raggiungere il Mondo Nuovo, un luogo dove regna solo la pace e dove nessun azione malvagia può essere commessa. Inseguiti dalle scope dello stregone, si separano, con la promessa di ritrovarsi a destinazione. 
Durante la fuga viene salvata da Demian e i saltimbanchi. I due ragazzi si innamorano e, presso una fonte magica, la cui acqua gode di mistici poteri, si giurano amore eterno sotto gli occhi dello Spirito della Fonte. Nessuno ora potrà più separarli. Ma il destino vuole che invece i due siano presto divisi: Alisea viene catturata da Azaret e ricondotta al palazzo come sguattera, mentre Demian viene portato alla reggia dai soldati di suo padre, dove per lui inizia una vita dura sul campo d'addestramento e una punizione di clausura per sua madre. 
La prima notte da separati i due innamorati si rincontrano in sogno, presso la fonte magica, dove lo Spirito della Fonte li aspetta e dice loro che fra 7 anni esatti potranno rivedersi ancora una volta in sogno, se entrambi si ameranno ancora.
Trascorrono i 7 anni. I due protagonisti sono oramai cresciuti e non più bambini: Demian è riuscito a riottenere l'anello di sua madre, che suo padre aveva gettato in un pozzo profondissimo il giorno del suo ritorno dicendo che il suo allenamento sarà finito e sua madre liberata quando riuscirà a riprenderlo, mentre Alisea rivede i suoi fratellini liberati dalla cella da Azaret. Durante la notte i due si rincontrano in sogno alla fonte magica, e questa volta la Signora della Fonte dice loro che potranno vedersi in sogno ancora tra un anno, per l'ultima volta, per poi potersi incontrare di persona e sposarsi: questo perché, trascorso quell'anno, Demian diventerà capo supremo dell'esercito e avrà la facoltà di sposare qualsiasi donna lui voglia, e i fratellini di Alisea verranno liberati dal sortilegio di Azaret che non li fa crescere. Tuttavia il piano di Azaret rimane quello di sposarla ed assorbirne la giovinezza, intralciando il sogno dei due innamorati.

### Seconda parte
Trascorso l'ultimo anno, Demian diventa il capo supremo dell'esercito, mentre Azaret costringe Alisea a sposarlo dopo la liberazione dei fratellini. Consapevole dei sogni della ragazza, lo stregone le dà una pozione che le impedisce di sognare, così all'appuntamento Demian si ritrova solo e crede che Alisea non lo ami più. Incoraggiato dallo Spirito della Fonte, Demian lascia l'esercito e parte per il castello di Azaret.
Alisea, decisa a non sposare Azaret, lo pugnala senza ucciderlo e poi parte per il castello di Demian per fargli sapere la verità. Lì re Kurdok, appresa la notizia della fuga di Demian e la ragione, ha un attacco di cuore, e prima di morire si vendica dicendo ad Alisea che Demian è morto in guerra.
Demian arriva al castello di Azaret dove lo stregone, indebolito, prende possesso del suo corpo e cambia nome in Verteret: si rimette così a capo dell'esercito e raggiunge il Mondo Nuovo per conquistarlo, dove intanto sono giunti anche Alisea e i suoi fratelli. Lì trova Alisea e, accusandola di aver ucciso col suo amore, la condanna a morte.
La notte prima dell'esecuzione, Azaret esce dal corpo di Demian per fargli assistere alla morte della sua amata. Demian e Alisea si rivedono in sogno, si rivelano le loro verità e si riconoscono. All'alba Demian riesce finalmente a uccidere Azaret col suo pugnale, e così è libero di amare Alisea nella realtà.